# Hyperoxalurie
Unter Hyperoxalurie (auch: Oxalurie, Oxalose) versteht man den Anstieg und vermehrte Ausscheidung der Oxalsäure im Urin.

## Formen
Es werden zwei Formen der Hyperoxalurie unterschieden: bei der seltenen primären Hyperoxalurie handelt es sich um einen Enzymdefekt, die sekundäre Hyperoxalurie tritt im Rahmen anderer Grunderkrankungen auf.

### Primäre Hyperoxalurie
Oxalat ist ein Endprodukt des Stoffwechsels und wird, solange die Nierenfunktion ausreichend ist, fast komplett über den Urin ausgeschieden. Bei extrem hoher Oxalatausscheidung, wie bei der primären Hyperoxalurie (PH) üblich, ist der Urin immer für Calcium-Oxalat (CaOx) übersättigt. Dies führt zu Ablagerungen dieser Kristalle im Nierengewebe (Nephrocalcinose) oder zu Steinbildung in den ableitenden Harnwegen. Beides löst eine chronische Entzündungs- und Vernarbungsreaktion und schließlich eine Nierenfunktionseinschränkung aus.
Neben der Ablagerung von CaOx in den Nieren kommt es bei zunehmender Einschränkung der Nierenfunktion zu einer systemischen Oxalose, welche unter anderem Auge, Herzmuskel, Gefäßwände, Haut, Knochen und das Zentralnervensystem betrifft. Als Folge kommt es neben der Nierenfunktionseinschränkung zu verschiedenen Oxalose-typischen Organerkrankungen wie Blindheit, Herzrhythmusstörungen, nicht mehr therapierbare Blutarmut sowie Oxalat-Knochenerkrankung und gegebenenfalls auch zum Tod.
Der klinische Verlauf der primären Hyperoxalurien ist sehr unterschiedlich, eine wirkliche Genotyp/Phänotyp-Korrelation gibt es nicht. Die Ausprägung reicht vom bloßen Auftreten einzelner Nierensteine im hohen Alter bis zu einer frühkindlichen Nierenfunktionseinschränkung. Auch innerhalb der Familie kann die Variabilität hoch sein.
Bei der primären Hyperoxalurie werden drei Formen (Typ I, Typ II und Typ III) unterschieden und es gibt sie noch auch in unklassifizierter Form.

#### Primäre Hyperoxalurie Typ I
Bei der primären Hyperoxalurie Typ I (PH1) handelt es sich um eine seltene, autosomal-rezessiv vererbte Stoffwechselkrankheit. Die Inzidenz liegt bei 0,4–1:100.000, wobei die Erkrankung am häufigsten bei Arabern und im Iran auftreten soll. Hierbei handelt es sich um einen Defekt des peroxisomalen Leberenzyms Glyoxylat-Aminotransferase (Genlokus 2q36-q37). Das Enzym wandelt Glyoxylat in Glycin um. In Folge kommt es zum Anstieg der Oxalsäure. Es kommt zu massiven Ablagerungen der Oxalsäure in verschiedenen Geweben, so unter anderem in der Niere, daraufhin kommt es zu einer chronischen Niereninsuffizienz. Oxalsäure kann im Urin ausfallen und dann zu einer Urolithiasis führen. Diese kann dann begleitet sein von Fieber, Hämaturie und Nierenkoliken. Im Verlauf kann es zu einem vollständigen Verschluss der Harnwege und akutem Nierenversagen kommen. Etwa bei der Hälfte der Patienten kommt es innerhalb von 15 Jahren zu einem terminalen Nierenversagen. Es kommt dann zum Anstieg der Konzentration von Oxalsäure im Blut. Nun wird es vermehrt in verschiedenen Geweben abgelagert.
Als Folge der Ablagerungen kommt es zu folgenden Störungen:
- im Herzen Reizleitungsstörungen,
- im Gefäßsystem Bluthochdruck, distale Gangrän,
- in den Gelenken eingeschränkte Beweglichkeit und Schmerzen.

Die ersten Symptome können schon im 1. Lebensjahr auftreten, die Hälfte der Patienten ist im 5. Lebensjahr symptomatisch.

#### Primäre Hyperoxalurie Typ II
Der PH II liegt eine Defizienz der im ganzen Körper vorkommenden Glyoxylat-Reductase/Hydroxypyruvat-Reductase zugrunde (GRHPR). Auch hier akkumuliert Oxalat als Folge eines fehlenden Abbaus von Glyoxylat. Zudem finden sich bei PH II meist erhöhte Werte von L-Glycerat im Urin.
Andere Subtypen der PH kommen wahrscheinlich vor, da bis zu 20 % der Patienten mit typischem PH-Phänotyp normale AGT- und GRHPR-Aktivitäten und unauffällige Sequenzbefunde für AGXT und GRHPR aufweisen (11, 3). Die Ätiologie dieser Subtypen war bisher vollkommen unbekannt. Vor kurzem wurde nun ein neues Gen PH III lokalisiert auf Chromosom 10 beschrieben (DHDPSL, Hydroxyprolinstoffwechsel).
Es wurde ein weiteres PH-Gen gefunden.

#### Primäre Hyperoxalurie Typ III
Primäre Hyperoxalurie Typ 3 (PH3) ist bei 5 % der Patienten durch erhöhtes Oxalat und Glykolat gekennzeichnet, wobei die Enzymaktivitäten von AGT und GR normal sind. Ursache für PH3 sind Mutationen im HOGA1-Gen, das für 2-Keto-4-Hydroxy-Glutarat-Aldolase codiert.

### Sekundäre Hyperoxalurie
Die sekundäre Hyperoxalurie kann nach Genuss von großen Mengen Spinat-, Rhabarber- oder Kakao-haltiger Produkte auftreten, da diese Nahrungsmittel besonders viel Oxalsäure enthalten.

## Neugeborenenscreening
Im Rahmen der aktuellen (2023) Pilotstudie zur Aufnahme neuer Erkrankungen in das Neugeborenenscreening wird, nach expliziter Zustimmung durch die Eltern, auch nach der primären Hyperoxalurie (Typ I, III) gesucht. Bisher ist sie noch nicht Bestandteil des regulären Screenings.

## Therapie
Die Behandlung besteht zunächst in hoher Flüssigkeitszufuhr und Gabe von Hemmstoffen der Kristallbildung wie Citrat, Bicarbonat und Magnesium. Zusätzlich wird versucht, den Urin alkalisch zu halten, damit die Oxalatsteine nicht in den Harnwegen ausfallen. Durch Substitution hoher Tagesmengen von Pyridoxin kann bei Vitamin B6-sensitiven Patienten die Oxalat-Produktion potentiell reduziert werden. Durch eine frühzeitige und aggressive konservative Therapie kann der Verlauf der Erkrankung verzögert werden.
Eine alleinige Nierentransplantation als Therapie reicht nicht aus, es muss eine kombinierte Leber- und Nierentransplantation stattfinden, die bei jungen Kindern wahrscheinlich die Therapie der Wahl ist.
Lumasiran (Handelsname: Oxlumo, Alnylam Pharmaceuticals) ist ein RNA-Interferenz-Therapeutikum (RNAi-Therapeutikum), welches in den defizitären Oxalatstoffwechsel eingreift und wurde sowohl in der EU als auch in den USA Ende 2020 zur Behandlung der primären Hyperoxalurie vom Typ 1 (PH1) in allen Altersgruppen zugelassen.